# العلاقات السويدية البوليفية
العلاقات السويدية البوليفية هي العلاقات الثنائية التي تجمع بين السويد وبوليفيا.

## مقارنة بين البلدين
هذه مقارنة عامة ومرجعية للدولتين:
| وجه المقارنة                                              | السويد                                                                               | بوليفيا                                          |
| --------------------------------------------------------- | ------------------------------------------------------------------------------------ | ------------------------------------------------ |
| المساحة (كم2)                                             | 450.30 ألف                                                                           | 1.10 مليون                                       |
| عدد السكان (نسمة)                                         | 10.16 مليون                                                                          | 11.05 مليون                                      |
| الكثافة السكانية (ن./كم²)                                 | 22.56                                                                                | 10.05                                            |
| العاصمة                                                   | ستوكهولم                                                                             | سوكري، لاباز                                     |
| اللغة الرسمية                                             | اللغة السويدية، لغات السامي، اللغة الفنلندية، منكيلي، اللغة الرومنية، اللغة اليديشية | اللغة الإسبانية، اللغة الأيمرية، كتشوا، غوارانية |
| العملة                                                    | كرونة سويدية                                                                         | بوليفاريو بوليفي                                 |
| الناتج المحلي الإجمالي (بليون دولار)                      | 538.04 مليار                                                                         | 37.51 مليار                                      |
| الناتج المحلي الإجمالي (تعادل القوة الشرائية) بليون دولار | 469.01 مليار                                                                         | 74.58 مليار                                      |
| الناتج المحلي الإجمالي الاسمي للفرد دولار أمريكي          | 50.58 ألف                                                                            | 3.08 ألف                                         |
| الناتج المحلي الإجمالي للفرد دولار أمريكي                 | 45.30 ألف                                                                            | 6.63 ألف                                         |
| مؤشر التنمية البشرية                                      | 0.907                                                                                | 0.662                                            |
| رمز المكالمات الدولي                                      | +46                                                                                  | +591                                             |
| رمز الإنترنت                                              | .se                                                                                  | .bo                                              |
| المنطقة الزمنية                                           | توقيت وسط أوروبا، ت ع م+01:00، ت ع م+02:00، أوروبا/ستوكهولم ‏                         | 00                                               |

## مدن متوأمة
في ما يلي قائمة باتفاقيات التوأمة بين مدن سويدية وبوليفية:
- ترتبط نورتليه مع Sicaya Municipality [الإنجليزية]‏ باتفاقية توأمة.
- ترتبط ستوكهولم مع لاباز باتفاقية توأمة.

## منظمات دولية مشتركة
يشترك البلدان في عضوية مجموعة من المنظمات الدولية، منها:
| علم المنظمة | اسم المنظمة                        | تاريخ انضمام السويد | تاريخ انضمام بوليفيا |
| ----------- | ---------------------------------- | ------------------- | -------------------- |
|             | الاتحاد البريدي العالمي            | ?                   | ?                    |
|             | مؤسسة التنمية الدولية              | 24 سبتمبر 1960      | 21 يونيو 1961        |
|             | منظمة حظر الأسلحة الكيميائية       | ?                   | ?                    |
|             | منظمة التجارة العالمية             | 1995                | 12 سبتمبر 1995       |
|             | الأمم المتحدة                      | 19 نوفمبر 1946      | 14 نوفمبر 1945       |
|             | وكالة ضمان الاستثمار متعدد الأطراف | 12 أبريل 1988       | 3 أكتوبر 1991        |
|             | منظمة الشرطة الجنائية الدولية      | ?                   | ?                    |
|             | مؤسسة التمويل الدولية              | 20 يوليو 1956       | 20 يوليو 1956        |
|             | الاتحاد الدولي للاتصالات           | 1866                | 1 يونيو 1907         |
|             | البنك الدولي للإنشاء والتعمير      | 31 أغسطس 1951       | 27 ديسمبر 1945       |
|             | يونسكو                             | 23 يناير 1950       | 13 نوفمبر 1946       |

## وصلات خارجية
- موقع وزارة الخارجية السويدية
- موقع وزارة الخارجية البوليفية